# Annibale Del Mare
Annibale Del Mare (Savona, 13 luglio 1914 – Milano, 24 gennaio 2011) è stato uno scrittore e giornalista italiano.

## Biografia
Nato da una famiglia molto religiosa, nel 1937 si laureò in lettere all'Università Cattolica di Milano. Durante il secondo conflitto mondiale si trovò a Bari come corrispondente di guerra per La Gazzetta del Mezzogiorno dove nell'ottobre del 1943, facendo parte dell'ufficio stampa del Governo di Pietro Badoglio, pubblicò un famoso articolo in cui annunciava il ripristino della libertà di stampa.
Trasferitosi a Milano nel 1945, iniziò ad occuparsi intensamente degli italiani emigrati all'estero e nel gennaio del 1948 pubblicò il primo numero del giornale d'informazione Cronache dall'Italia destinato ai connazionali all'estero, con l'obiettivo di mantenere un collegamento tra questi e la madrepatria. Il giornale, pubblicato fino a dicembre del 1963, fu spedito mensilmente agli italiani sparsi per il mondo ai quali forniva notizie sull'Italia del dopoguerra. Le 40.0000 lettere ricevute dalla rivista nel corso degli anni sono conservate nel fondo Annibale Del Mare presso l'Archivio di Stato di Milano.
Il suo impegno per gli emigrati italiani all'estero lo portò a promuovere varie iniziative culturali come la “Nave del ricordo fraterno”, grazie alla quale raccolse e spedì in dono in circa 60 paesi 500.000 volumi che avrebbero costituito 2500 piccole biblioteche e “Tricolori nel mondo”, un'iniziativa che fece arrivare più di 6000 bandiere ad associazioni, istituzioni e circoli di emigrati.

## Riconoscimenti
- premio Notte di Natale (Fondazione Angelo Motta 1961)
- medaglia d'oro del Comune di Milano per i cittadini benemeriti (1967)
- medaglia d'oro del Presidente della Repubblica per i benemeriti della cultura e dell'arte (1973)

## Opere
- L’Italia libera e la sua politica estera, 1944
- Storia d'Italia dopo l'8 settembre 1943: rassegna degli avvenimenti e documentazione ufficiale ed inedita, 1945
- La guerra è passata, 1946
- I partiti dicono, 1946
- Al calar del sole, 1946
- Buona fortuna emigrante, 1951
- Italia dopo, 1975
- Il lusso di sognare l’Italia, 1990